# Баян-Булак
Бая́н-Була́к (рос. Баян-Булак) — село у складі Агінського району Забайкальського краю, Росія. Входить до складу Урда-Агинського сільського поселення.
Стара назва — Кусотуй.

## Населення
Населення — 191 особа (2010; 221 у 2002).
Національний склад (станом на 2002 рік):
- буряти — 100 %